# Comté de Luxembourg
Pour les articles homonymes, voir  Luxembourg.
Ne doit pas être confondu avec Province de Luxembourg, Duché de Luxembourg ou  Grand-duché de Luxembourg.
963–1353
Entités précédentes :
- Haute-Lotharingie

Entités suivantes :
- Duché de Luxembourg

Le comté de Luxembourg (en luxembourgeois : Grofschaft Lëtzebuerg) est un ancien État du Saint-Empire romain. Issu du château médiéval de Luxembourg, acquis par le comte Sigefroid en 963, le comté est apparu sous le règne de ses descendants de la maison d'Ardenne au XIe siècle. 
Lorsque la première lignée des comtes de Luxembourg s'est éteinte en 1136, le domaine passe à la maison de Namur puis, à la mort de la comtesse Ermesinde en 1247, à la maison de Limbourg. C'était le fils d'Ermesinde, Henri V, dit « le Blondel », qui fut l'ancêtre de la puissante dynastie des Luxembourg-
Le comté a été élevé au rang de duché par Charles IV de Luxembourg, empereur des Romains, en 1353.

## Histoire

### Des origines lointaines (Xesiècle)
Dans sa forme géographique et politique actuelle, le grand-duché d'aujourd'hui est une création de la diplomatie du XIXe siècle. Mais l’histoire de l’espace aujourd’hui luxembourgeois remonte beaucoup plus loin dans le temps. Après la division de l'Empire carolingien par le traité de Verdun conclu en 843, la région appartient tout d'abord à la Francie médiane puis au royaume de Lothaire II (Lotharii regnum ou Lotharingie). De 923 à 925, elle fut conquise par les forces germaniques de la Francie orientale, le précurseur du Saint-Empire romain.

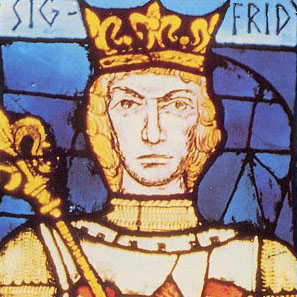
Sigefroid de Luxembourg.

Le nom Lucilinburhuc, signifiant « petit château », apparaît pour la première fois aux alentours de 963 dans une charte d’échange. Par ce document, le comte Sigefroi, abbé séculier d'Echternach issu d'une supposée maison d'Ardennes, acquiert de l’abbaye Saint-Maximin de Trèves un fortin (castellum quod dicitur Lucilinburhuc) situé sur l’éperon rocheux du Bock dominant la vallée de l’Alzette. Ce territoire appartient alors à la frange occidentale de l’Empire germanique.

### Le rassemblement territorial (XIeauXIIIesiècle)

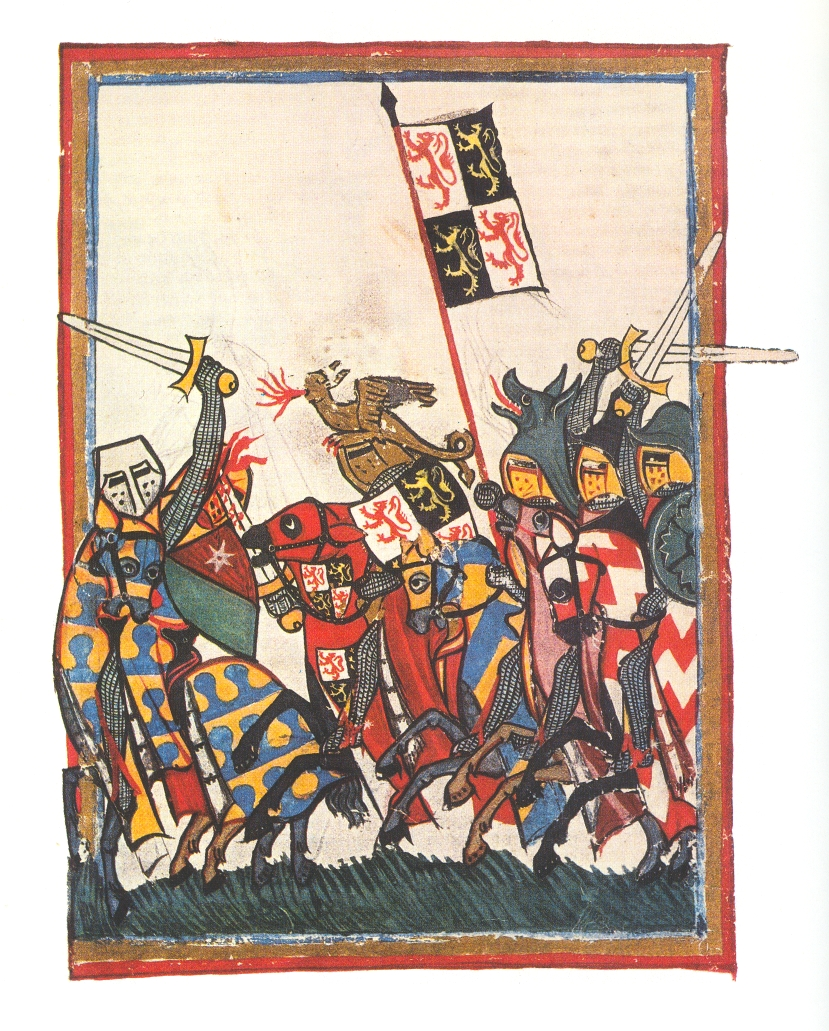
Image de la bataille de Worringen dans le Codex Manesse (1305-1340). La représentation montre la bannière du duc Jean de Brabant durant cette bataille avec, en avance sur son issue, un écu écartelé aux armes de Brabant et de Limbourg réunies.

Lorsque Sigefroi s’établit au Bock, il possède des terres le long des rivières de la Moselle, de la Sûre et de l’Alzette ainsi que dans les Ardennes. Mais ses possessions restent dispersées. Le comté de Luxembourg, en tant que principauté territoriale, est une création des descendants de Sigefroi. Conrad Ier (décédé en 1086) est le premier à porter explicitement le titre de comes de Luccelemburc. Le château fort Lucilinburhuc devient le point d’ancrage à partir duquel s’opère le rassemblement territorial au cours des XIe, XIIe et XIIIe siècles. Ce château fort est progressivement reconstruit, agrandi et renforcé au cours des siècles, jusqu'à devenir au XIXe siècle l'une des plus puissantes forteresses d'Europe. Vu sa situation géographique et ses défenses formidables, elle sera qualifiée de « Gibraltar du Nord » par Carnot, l'« organisateur de la Victoire » à l'époque de la Révolution française. L’agrandissement du territoire se fait par les mariages, par l’achat de terres, par les liens de vassalité et surtout par la guerre. Les comtes de Luxembourg réussissent à soumettre leurs rivaux, même s’ils subissent parfois des revers comme à la bataille de Worringen (1288), où le comte Henri VI et trois de ses frères tombent, mortellement blessés. À la fin du XIIIe siècle, le comté de Luxembourg occupe un vaste espace situé entre Meuse et Moselle. Il a la particularité d’être situé à cheval sur la frontière linguistique, une partie étant germanophone et une autre francophone. 
En 1139, le comté est inféodé par l'empereur Lothaire III à Henri de Namur, dont la mère est luxembourgeoise, alors que le comte Henri de Grandpré est l'un plus proche parent – le beau-frère – de Conrad II, dernier représentant de la lignée des comtes d'Ardennes mort sans descendance.
À la mort de son père en 1139, Henri IV devient aussi comte de Namur. En 1153, il hérite des comtés de Durbuy et de La Roche. Sa fille, Ermesinde, et le mari de celle-ci, Thiébaut de Bar, doivent abandonner le comté de Namur. Après la mort de Thiébaut, Ermesinde se remarie en 1214 avec Waléran de Limbourg, qui lui apporte en dot le marquisat d'Arlon. Le fils d'Ermesinde, Henri le Blondel, impose sa suzeraineté au comté de Vianden. En 1337, le comte Jean l'Aveugle achète une première moitié du comté de Chiny ; son fils Venceslas achètera l'autre moitié.

## Liste des comtes de Luxembourg

### Maison d'Ardenne
- 963–998 Sigefroid, comte en Moselgau
- 998–1026 Henri Ier, son fils, duc de Bavière 1004–1009 et 1017–1026
- 1026–1047 Henri II, son neveu, fils du comte Frédéric, duc de Bavière 1042–1047
  - 1047–1059 Giselbert, son frère, comte de Salm
- 1059–1086 Conrad Ier, fils de Giselbert, premier « comte de Luxembourg »
- 1086–1096 Henri III, son fils 
  - 1096–1131 Guillaume Ier, son frère
- 1130–1136 Conrad II, fils de Guillaume Ier, sans postérité

L'antiroi Conrad III de Hohenstaufen a transféré le comté à Henri, dit « l'Aveugle », fils d'Ermesinde, elle-même fille de Conrad Ier de Luxembourg, et de son époux le comte Godefroi Ier de Namur.

### Maison de Namur
- 1136–1196 Henri IV, comte de Namur 1139–1188, sans héritier mâle
- 1196–1247 Ermesinde Ire, sa fille, épousa le comte Thiébaut Ier de Bar puis le duc Waléran III de Limbourg

### Maison de Luxembourg
- 1247–1281 Henri V, dit « le Blondel », fils d'Ermesinde Ire et de son deuxième mari, Waléran III de Limbourg
- 1281–1288 Henri VI, son fils
- 1288–1313 Henri VII, son fils, élu roi des Romains en 1308, couronnée empereur en 1312
- 1313–1346 Jean Ier, son fils, roi de Bohême 1311–1346 et margrave de Moravie 1311–1333
- 1346–1353 Charles Ier, son fils, roi de Bohême 1347–1378 et margrave de Moravie 1333–1349, élu roi des Romains (Charles IV) en 1346, couronné empereur en 1355

En 1353, Charles a confié le comté de Luxembourg à son frère Venceslas et l'élevait au rang de duché.